# İlkay Gündoğan
İlkay Gündoğan [ˈilkaj ˈɡyndoːan], né le 24 octobre 1990 à Gelsenkirchen (Allemagne), est un footballeur international allemand d'origine turque qui évolue au poste de milieu de terrain à Manchester City.

## Biographie

### Débuts
Né le 24 octobre 1990 à Gelsenkirchen, non loin de Dortmund dans la Ruhr, de parents turcs, İlkay Gündoğan fait ses débuts dans le club du SV Gelsenkirchen-Hessler 06 qu'il quitte à l'âge de huit ans pour le Schalke 04. Ayant été blessé à un tendon d'Achille, il n'est pas retenu en fin de saison et revient au club de ses débuts. À l'âge de quinze ans, il rejoint le centre de formation du VfL Bochum et fait ses débuts avec la réserve lors de la saison 2008-2009.
Bien que d'origine turque par ses parents, İlkay Gündoğan ne possède que la nationalité allemande.

### Carrière en club

#### 1. FC Nuremberg (2009-2011)
En février 2009, İlkay Gündoğan rejoint le 1. FC Nuremberg qui évolue en 2e Bundesliga, la deuxième division allemande, et fait ses débuts professionnels le 24 mai 2009, contre TSV Munich 1860 (victoire 2-1 de Nuremberg). Comme le club est promu, il fait ses débuts en Bundesliga (première division) la saison suivante et s'impose comme titulaire dans l'entre-jeu. En parallèle, il connaît ses premières sélections avec l'Allemagne espoirs. Lors de la saison qui suit, il inscrit cinq buts en championnat.

#### Borussia Dortmund (2011-2016)
Le 5 mai 2011, le Borussia Dortmund annonce avoir conclu le transfert d'İlkay Gündoğan pour 4 millions d'euros et un contrat de quatre ans. Vu comme un joueur d'avenir pour le club, il est appelé à remplacer Nuri Şahin, parti au Real Madrid. Il est à ses débuts rejeté par les supporters du club qui lui reprochent d'être natif de Gelsenkirchen, ville du rival qu'est le FC Schalke 04 qu'a fréquenté İlkay Gündoğan dans son enfance. Il s'impose progressivement comme titulaire dans le club et remporte le titre de Champion d'Allemagne en 2012. Ses performances lui valent de connaître ses premières sélections en équipe nationale d'Allemagne.
Lors de la saison 2012-2013, le Borussia Dortmund ne réussit pas à enrayer la suprématie du Bayern Munich en championnat. Néanmoins, le club réussit à se hisser en finale de la Ligue des champions de l'UEFA après avoir notamment éliminé le Real Madrid en demi-finale. Le 25 mai 2013, lors de la finale de la Ligue des champions à Wembley contre le Bayern Munich, il égalise sur penalty à la 68e minute mais ne peut empêcher la défaite finale du Borussia Dortmund (2-1).
La saison suivante, le Borussia Dortmund s'illustre dès le premier match de la saison en remportant la Supercoupe d'Allemagne contre le Bayern Munich. Il s'agit à l'heure actuelle du dernier match officiel avec le Borussia Dortmund dans lequel İlkay Gündoğan est apparu. Blessé au dos lors d'un match amical de l'Allemagne contre le Paraguay, il connaît des difficultés à se remettre de sa blessure et son retour sur les terrains est sans cesse reporté. Dans le même temps, son contrat finissant en 2015, il est au centre de nombreuses rumeurs de transfert concernant son avenir. Le 16 avril 2014, il prolonge son contrat avec le Borussia Dortmund d'une année supplémentaire, soit jusqu'en juin 2016.

#### Manchester City (2016-2023)
Le 2 juin 2016, İlkay Gündoğan signe un contrat de quatre ans avec Manchester City pour une valeur d'environ 25 millions d'euros,. Le 1er novembre 2016, İlkay Gündoğan se fait remarquer en marquant deux buts contre le FC Barcelone lors de la phase de groupe de Ligue des champions. Il contribue ainsi à la victoire de son équipe par trois buts à un.
Le 6 janvier 2019, lors d'un match de trente-deuxième de finale de Coupe d'Angleterre face à Roterham (victoire, 7-0), il délivre quatre passes décisives pour ses coéquipiers Phil Foden, Riyad Mahrez, Nicolás Otamendi et Leroy Sané.
Auteur de cinq buts en janvier 2021 en Premier League, le milieu de terrain allemand est élu joueur du mois pour la première fois de sa carrière. Son positionnement sur le terrain est alors plus offensif pour compenser l'absence sur blessure de Kevin De Bruyne.
Au total, il inscrit treize buts sur cette saison de Premier League et est un acteur majeur de la victoire finale de Manchester City.[réf. nécessaire]
Le 22 mai 2022, lors de la dernière journée de Premier League, alors que son équipe est menée par deux buts à zéro face à Aston Villa, il inscrit un doublé en fin de match et permet aux Citizens de gagner trois buts à deux. Le club de Manchester City finit un point devant son rival du Liverpool FC et İlkay Gündoğan remporte son quatrième titre de Premier League (après les saisons 2017-2018, 2018-2019 et 2020-2021).[réf. nécessaire]
Le 10 juin 2023, il est le capitaine des Citizens lors de la finale de la Ligue des champions face à l'Inter Milan, match remporté 1-0.[réf. nécessaire]

#### FC Barcelone (2023-2024)
Disposant d'une offre de prolongation de contrat avec Manchester City, İlkay Gündoğan est également sollicité par le FC Barcelone. Le 26 juin 2023, il s'engage officiellement avec le club catalan en paraphant un contrat de deux ans avec une année supplémentaire en option,. Sa clause libératoire, fixée par le club catalan, s'élève à 400 millions d'euros.
Le 13 août 2023, İlkay Gündoğan joue son premier match pour les Blaugranes, à l'occasion de la première journée de la saison 2023-2024 de Liga contre le Getafe CF. Il est titularisé et les deux équipes se neutralisent (0-0). Il a été nommés pour le prix The Best – Joueur de la FIFA. Il est classé 14ème au Ballon d'or 2023, son unique classement à ce jour. 
Durant l'intersaison, le FC Barcelone pousse İlkay Gündoğan vers la sortie pour économiser le montant de son salaire dans un contexte de réduction de la masse salariale indispensable pour pouvoir inscrire dans son effectif des recrues du mercato estival parmi lesquelles Dani Olmo,. Avec le Barça, il a inscrit au total 5 buts et délivré 14 passes décisives, le tout en 51 matchs disputés.

#### Manchester City (depuis 2024)
Le 23 août 2024, Manchester City annonce le retour d'İlkay Gündoğan pour une durée d'un an, soit jusqu'en juin 2025,,. Approché par Al-Ittihad, Galatasaray et des clubs du Qatar, le milieu allemand est retourné en Premier League où il a déjà évolué 7 ans.[réf. nécessaire]
Il marque son premier but depuis son retour lors d'une rencontre de Ligue des Champions face au ŠK Slovan Bratislava le 1er octobre 2024. Il est titulaire et capitaine lors de ce match remporté par les mancuniens sur le score de quatre buts à zéro.

### Sélection nationale
İlkay Gündoğan fait partie de la plupart des sélections allemandes depuis 2008 : moins de 18 ans, moins de 19 ans, moins de 20 ans et espoirs. Avec les espoirs il joue un total de huit matchs entre 2010 et 2012. Le 15 novembre 2011, il marque son seul but avec cette sélection contre Chypre, contribuant ainsi à la victoire de son équipe par trois buts à zéro.
Le 11 octobre 2011, il connaît sa première sélection avec l'équipe d'Allemagne, Joachim Löw lors d'un match contre la Belgique. Il est retenu quelques mois plus tard pour participer à l'Euro 2012, compétition dans laquelle il ne joue pourtant pas une seule minute.
Le 26 mars 2013, alors qu'il n'était pas sélectionné au préalable, İlkay Gündoğan est rappelé pour pallier la suspension de Bastian Schweinsteiger en vue du match retour contre le Kazakhstan où il inscrit son premier but en sélection (victoire, 4-1). Il inscrit un nouveau but en match amical contre le Paraguay, quelques mois plus tard mais est contraint de sortir à la 27e minute, blessé au dos. Longtemps à l'écart des terrains ensuite, il manque le Mondial 2014 au Brésil qui verra l'Allemagne devenir championne du monde.
Le 4 septembre 2015, il fait son retour en équipe d'Allemagne en qualification pour l'Euro 2016, qui a lieu en France, face à la Pologne en remplaçant Karim Bellarabi du Bayer Leverkusen à la 53e minute de jeu. Le match est remporté par l'Allemagne (3-1). Une luxation d'une rotule en mai 2016 le contraint cependant au forfait pour la compétition continentale.
En mai et juin 2018, il est, avec l'autre international allemand Mesut Özil, au centre d'une polémique médiatique et politique en Allemagne après que les deux joueurs ont été pris en photo à Londres, en train de remettre des maillots dédicacés au président turc Recep Tayyip Erdoğan. Celui d'İlkay Gündoğan portait la mention « À mon président »,,, alors qu'il n'est pas de nationalité turque.
Le 4 juin 2018, il est inclus dans la sélection finale de 23 joueurs de l'Allemagne pour la Coupe du monde 2018 en Russie. Le 19 mai 2021, il est sélectionné pour disputer l'Euro 2020. Le 10 novembre 2022, il est sélectionné par Hansi Flick pour participer à la Coupe du monde 2022 disputée au Qatar. Face au Japon, il inscrit son premier but dans un tournoi international majeur.
En juin 2023, en l'absence du porteur du brassard Joshua Kimmich, Gündoğan est capitaine de la sélection allemande lors d'une rencontre amicale face à la Colombie. En septembre, le sélectionneur Hansi Flick confirme Gündoğan dans ce rôle.
Le 16 mai 2024, il fait partie d'une liste provisoire de 27 joueurs sélectionnés par Julian Nagelsmann en vue de préparer l'Euro 2024 qui a lieu dans son pays, avant de se retrouver dans la liste définitive le 7 juin. Nagelsmann confirme le rôle de capitaine de Gündoğan. Le 19 juin 2024, il inscrit face à la Hongrie son premier but en tournoi majeur comptant pour la deuxième journée des phases de poules.
Le 19 août 2024, İlkay Gündoğan annonce sa retraite internationale,. Sur son compte Instagram, il dit : « Je suis très fier d’avoir disputé 82 matches internationaux pour mon pays d’origine, un nombre que je n’aurais jamais pu imaginer lorsque j’ai fait mes débuts en équipe nationale A en 2011 »,,.

## Statistiques
| Saison                | Club                  | Championnat           | Championnat | Championnat | Championnat | Coupe nationale | Coupe nationale | Coupe nationale | Coupe de la Ligue | Coupe de la Ligue | Coupe de la Ligue | Supercoupe | Supercoupe | Supercoupe | Compétition(s) continentale(s) | Compétition(s) continentale(s) | Compétition(s) continentale(s) | Compétition(s) continentale(s) | Barrages | Barrages | Barrages | Coupe du monde des clubs | Coupe du monde des clubs | Coupe du monde des clubs | Total | Total | Total |
| Saison                | Club                  | Division              | M.          | B.          | P.d.        | M.              | B.              | P.d.            | M.                | B.                | P.d.              | M.         | B.         | P.d.       | Comp.                          | M.                             | B.                             | P.d.                           | M.       | B.       | P.d.     | M.                       | B.                       | P.d.                     | M.    | B.    | P.d.  |
| 2008-2009             | 1. FC Nuremberg       | 2. Bundesliga         | 1           | 0           | 0           | -               | -               | -               | -                 | -                 | -                 | -          | -          | -          | -                              | -                              | -                              | -                              | -        | -        | -        | -                        | -                        | -                        | 1     | 0     | 0     |
| 2009-2010             | 1. FC Nuremberg       | Bundesliga            | 22          | 1           | 2           | 2               | 1               | 1               | -                 | -                 | -                 | -          | -          | -          | -                              | -                              | -                              | -                              | 2        | 1        | 0        | -                        | -                        | -                        | 26    | 3     | 3     |
| 2010-2011             | 1. FC Nuremberg       | Bundesliga            | 25          | 5           | 2           | 1               | 0               | 0               | -                 | -                 | -                 | -          | -          | -          | -                              | -                              | -                              | -                              | -        | -        | -        | -                        | -                        | -                        | 26    | 5     | 2     |
| Sous-total            | Sous-total            | Sous-total            | 48          | 6           | 4           | 3               | 1               | 1               | -                 | -                 | -                 | -          | -          | -          | -                              | -                              | -                              | -                              | 2        | 1        | 0        | -                        | -                        | -                        | 53    | 8     | 5     |
| 2011-2012             | Borussia Dortmund     | Bundesliga            | 28          | 3           | 3           | 5               | 1               | 0               | -                 | -                 | -                 | 1          | 0          | 0          | C1                             | 2                              | 0                              | 0                              | -        | -        | -        | -                        | -                        | -                        | 36    | 4     | 3     |
| 2012-2013             | Borussia Dortmund     | Bundesliga            | 28          | 3           | 4           | 4               | 0               | 0               | -                 | -                 | -                 | 1          | 0          | 0          | C1                             | 12                             | 1                              | 0                              | -        | -        | -        | -                        | -                        | -                        | 45    | 4     | 4     |
| 2013-2014             | Borussia Dortmund     | Bundesliga            | 1           | 0           | 0           | 1               | 0               | 0               | -                 | -                 | -                 | 1          | 1          | 0          | C1                             | 0                              | 0                              | 0                              | -        | -        | -        | -                        | -                        | -                        | 3     | 1     | 0     |
| 2014-2015             | Borussia Dortmund     | Bundesliga            | 23          | 3           | 4           | 4               | 0               | 0               | -                 | -                 | -                 | -          | -          | -          | C1                             | 6                              | 0                              | 1                              | -        | -        | -        | -                        | -                        | -                        | 33    | 3     | 5     |
| 2015-2016             | Borussia Dortmund     | Bundesliga            | 25          | 1           | 3           | 5               | 1               | 1               | -                 | -                 | -                 | -          | -          | -          | C3                             | 10                             | 1                              | 1                              | -        | -        | -        | -                        | -                        | -                        | 40    | 3     | 5     |
| Sous-total            | Sous-total            | Sous-total            | 105         | 10          | 14          | 19              | 2               | 1               | -                 | -                 | -                 | 3          | 1          | 0          | -                              | 30                             | 2                              | 2                              | -        | -        | -        | -                        | -                        | -                        | 157   | 15    | 17    |
| 2016-2017             | Manchester City       | Premier League        | 10          | 3           | 1           | -               | -               | -               | -                 | -                 | -                 | -          | -          | -          | C1                             | 6                              | 2                              | 0                              | -        | -        | -        | -                        | -                        | -                        | 16    | 5     | 1     |
| 2017-2018             | Manchester City       | Premier League        | 30          | 4           | 1           | 3               | 0               | 2               | 6                 | 0                 | 2                 | -          | -          | -          | C1                             | 9                              | 2                              | 2                              | -        | -        | -        | -                        | -                        | -                        | 48    | 6     | 7     |
| 2018-2019             | Manchester City       | Premier League        | 31          | 6           | 3           | 6               | 0               | 4               | 4                 | 0                 | 0                 | 1          | 0          | 0          | C1                             | 8                              | 0                              | 1                              | -        | -        | -        | -                        | -                        | -                        | 50    | 6     | 8     |
| 2019-2020             | Manchester City       | Premier League        | 31          | 2           | 1           | 4               | 1               | 1               | 5                 | 0                 | 1                 | 1          | 0          | 0          | C1                             | 9                              | 2                              | 1                              | -        | -        | -        | -                        | -                        | -                        | 50    | 5     | 4     |
| 2020-2021             | Manchester City       | Premier League        | 28          | 13          | 2           | 4               | 1               | 1               | 2                 | 0                 | 0                 | -          | -          | -          | C1                             | 12                             | 3                              | 1                              | -        | -        | -        | -                        | -                        | -                        | 46    | 17    | 4     |
| 2021-2022             | Manchester City       | Premier League        | 27          | 8           | 3           | 4               | 2               | 1               | 1                 | 0                 | 0                 | 1          | 0          | 0          | C1                             | 10                             | 0                              | 2                              | -        | -        | -        | -                        | -                        | -                        | 43    | 10    | 6     |
| 2022-2023             | Manchester City       | Premier League        | 31          | 8           | 5           | 3               | 2               | 0               | 3                 | 0                 | 0                 | 1          | 0          | 0          | C1                             | 13                             | 1                              | 2                              | -        | -        | -        | -                        | -                        | -                        | 51    | 11    | 7     |
| Sous-total            | Sous-total            | Sous-total            | 188         | 44          | 16          | 24              | 6               | 9               | 21                | 0                 | 3                 | 4          | 0          | 0          | -                              | 67                             | 10                             | 9                              | -        | -        | -        | -                        | -                        | -                        | 304   | 60    | 37    |
| 2023-2024             | FC Barcelone          | LaLiga                | 36          | 5           | 9           | 3               | 0               | 0               | -                 | -                 | -                 | 2          | 0          | 1          | C1                             | 10                             | 0                              | 4                              | -        | -        | -        | -                        | -                        | -                        | 51    | 5     | 14    |
| 2024-2025             | Manchester City       | Premier League        | 33          | 1           | 5           | 6               | 0               | 0               | 1                 | 0                 | 0                 | -          | -          | -          | C1                             | 10                             | 2                              | 0                              | -        | -        | -        | 4                        | 2                        | 1                        | 54    | 5     | 6     |
| Total sur la carrière | Total sur la carrière | Total sur la carrière | 410         | 66          | 48          | 55              | 9               | 11              | 22                | 0                 | 3                 | 9          | 1          | 1          | -                              | 117                            | 14                             | 15                             | 2        | 1        | 0        | 4                        | 2                        | 1                        | 619   | 93    | 79    |

### En sélection nationale
| Saison                | Sélection             | Phases finales        | Phases finales | Phases finales | Phases finales | Éliminatoires | Éliminatoires | Éliminatoires | Ligue Nations | Ligue Nations | Ligue Nations | Matchs amicaux | Matchs amicaux | Matchs amicaux | Total | Total | Total |
| Saison                | Sélection             | Compétition           | M              | B              | Pd             | M             | B             | Pd            | M             | B             | Pd            | M              | B              | Pd             | M     | B     | Pd    |
| --------------------- | --------------------- | --------------------- | -------------- | -------------- | -------------- | ------------- | ------------- | ------------- | ------------- | ------------- | ------------- | -------------- | -------------- | -------------- | ----- | ----- | ----- |
| 2011-2012             | Allemagne             | Euro 2012             | 0              | 0              | 0              | 1             | 0             | 0             | -             | -             | -             | 1              | 0              | 0              | 2     | 0     | 0     |
| 2012-2013             | Allemagne             | -                     | -              | -              | -              | 2             | 1             | 1             | -             | -             | -             | 3              | 0              | 1              | 5     | 1     | 2     |
| 2013-2014             | Allemagne             | -                     | -              | -              | -              | -             | -             | -             | -             | -             | -             | 1              | 1              | 0              | 1     | 1     | 0     |
| 2014-2015             | Allemagne             | -                     | -              | -              | -              | 1             | 1             | 1             | -             | -             | -             | 2              | 0              | 0              | 3     | 1     | 1     |
| 2015-2016             | Allemagne             | -                     | -              | -              | -              | 4             | 1             | 0             | -             | -             | -             | 1              | 0              | 0              | 5     | 1     | 0     |
| 2016-2017             | Allemagne             | -                     | -              | -              | -              | 3             | 0             | 1             | -             | -             | -             | 1              | 0              | 0              | 4     | 0     | 1     |
| 2017-2018             | Allemagne             | Coupe du monde 2018   | 1              | 0              | 0              | -             | -             | -             | -             | -             | -             | 6              | 0              | 0              | 7     | 0     | 0     |
| 2018-2019             | Allemagne             | -                     | -              | -              | -              | 3             | 1             | 0             | 1             | 0             | 0             | 2              | 0              | 0              | 6     | 1     | 0     |
| 2019-2020             | Allemagne             | -                     | -              | -              | -              | 4             | 2             | 2             | -             | -             | -             | -              | -              | -              | 4     | 2     | 2     |
| 2020-2021             | Allemagne             | Euro 2020             | 3              | 0              | 0              | 3             | 2             | 0             | 4             | 1             | 0             | 2              | 1              | 0              | 12    | 4     | 0     |
| 2021-2022             | Allemagne             | -                     | -              | -              | -              | 5             | 3             | 0             | 4             | 1             | 0             | 2              | 0              | 1              | 11    | 4     | 1     |
| 2022-2023             | Allemagne             | Coupe du monde 2022   | 3              | 1              | 0              | -             | -             | -             | 2             | 1             | 0             | 2              | 0              | 0              | 7     | 2     | 0     |
| 2023-2024             | Allemagne             | Euro 2024             | 5              | 1              | 2              | -             | -             | -             | -             | -             | -             | 10             | 1              | 0              | 15    | 2     | 2     |
| 2024-2025             | Allemagne             | -                     | -              | -              | -              | -             | -             | -             | 6             | 0             | 0             | -              | -              | -              | 6     | 0     | 0     |
| Total sur la carrière | Total sur la carrière | Total sur la carrière | 12             | 2              | 2              | 26            | 11            | 5             | 11            | 3             | 0             | 33             | 3              | 2              | 82    | 19    | 9     |

## Palmarès
|  |  | Borussia Dortmund (4 titres) - Bundesliga (1) - Champion : 2012. - Vice-champion : 2013, 2014 et 2016 . - Coupe d'Allemagne (1) - Vainqueur : 2012. - Finaliste : 2014, 2015 et 2016. - Supercoupe d'Allemagne (2) - Vainqueur : 2013 et 2014. - Ligue des champions - Finaliste : 2013. |  | Manchester City (14 titres) - Premier League (5) : - Champion : 2018, 2019, 2021, 2022 et 2023. - Vice-champion : 2020. - Coupe d'Angleterre (2) : - Vainqueur : 2019 et 2023. - Coupe de la Ligue anglaise (4) - Vainqueur : 2018, 2019, 2020 et 2021. - Community Shield (2) - Vainqueur : 2018 et 2019. - Ligue des champions (1) - Vainqueur : 2023. - Finaliste : 2021. |  | FC Barcelone - Supercoupe d'Espagne - Finaliste : 2024. |

### Distinctions personnelles
- Joueur du mois du championnat d'Angleterre en janvier et février 2021.
- Membre de l'équipe type du championnat d'Angleterre en 2021.
- Membre de l'équipe type de la Ligue des champions de l'UEFA en 2021.
- Le but le plus rapide de l’histoire de la Coupe d'Angleterre.